# Cahersiveen

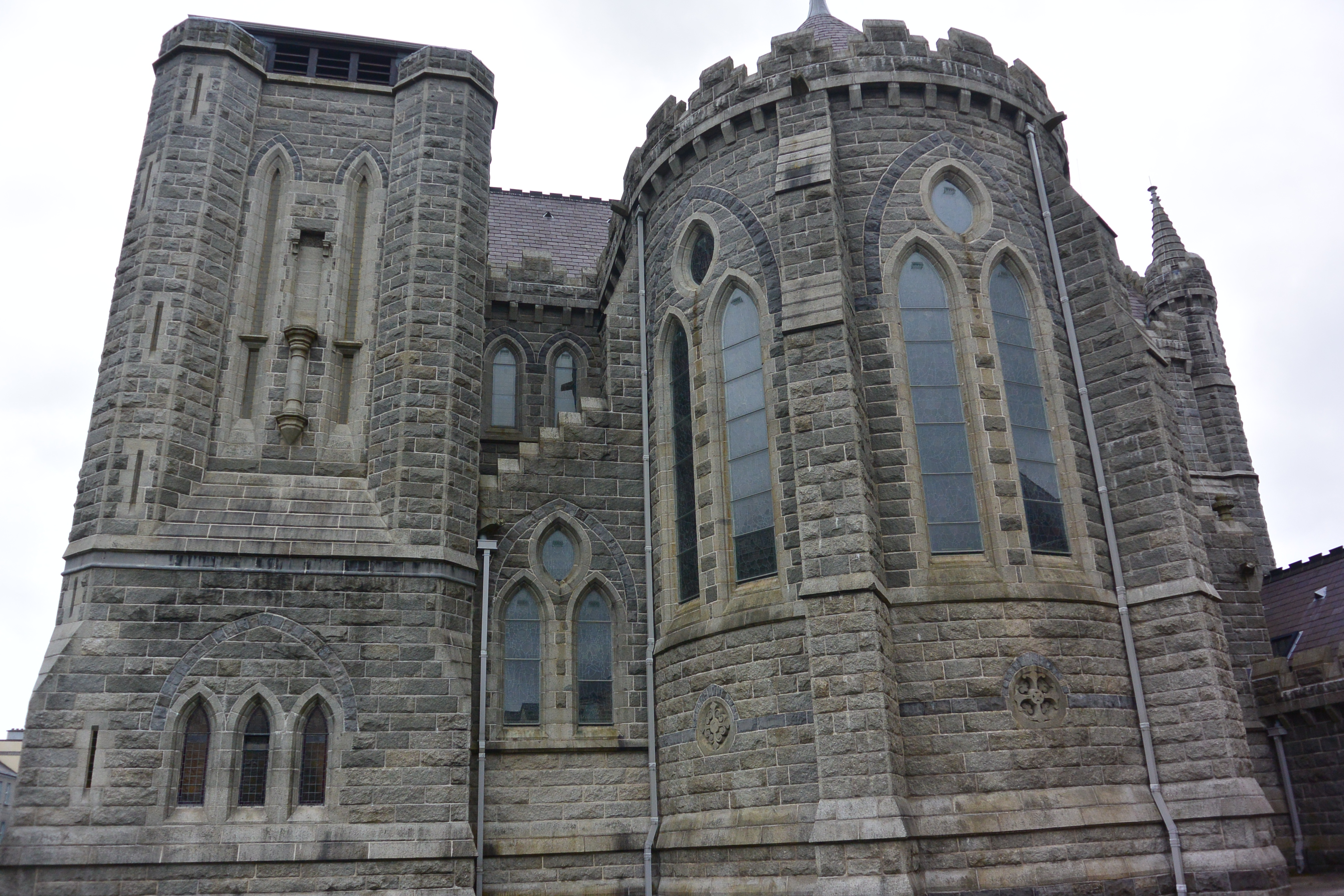
O'Connell Mémorial Church

Cahersiveen (Cathair Saidhbhín en irlandais), aussi orthographiée Caherciveen, Cahirciveen ou Cahirsiveen, est une ville d'Irlande, dans le comté de Kerry, située à l'ouest de la péninsule d'Iveragh, juste à l'est de l'île de Valentia. Elle comptait 1 294 habitants au recensement de 2006.
Elle est située sur la RN70 et sur l'itinéraire du très touristique anneau du Kerry.

## Natifs illustres
Daniel O'Connell, est un homme politique du XIXe. Une grande église le Daniel O'Connell Mémorial Church a été érigé sur la commune.
Thomas O'Brien Butler est un poète irlandais mort dans le naufrage du Lusitania.

## Voir aussi

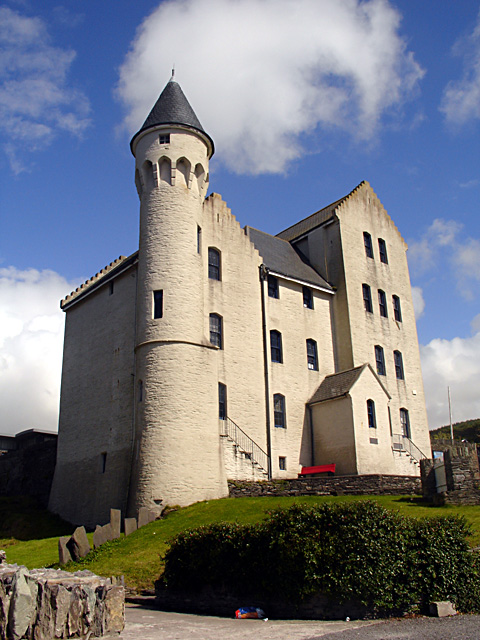